# ألان مكلارين
ألان مكلارين (بالإنجليزية: Alan McLaren)‏ هو لاعب كرة قدم بريطاني في مركزي الدفاع وقلب الدفاع، ولد في 4 يناير 1971 في إدنبرة في المملكة المتحدة. شارك مع منتخب اسكتلندا لكرة القدم. أما مع النوادي، فقد لعب مع نادي رينجرز وهارت أوف ميدلوثيان.

## وصلات خارجية
- ألان مكلارين على موقع الاتحاد الدولي (مؤرشف)  (الإنجليزية)
- ألان مكلارين على موقع الاتحاد الإسكتلندي (الإنجليزية)
- ألان مكلارين على موقع قاعدة بيانات كرة القدم.إي يو (الإنجليزية)
- ألان مكلارين على موقع ناشيونال فوتبول تيمز (الإنجليزية)
- ألان مكلارين على موقع Soccerbase.com (لاعب) (الإنجليزية)